# Tabaroa caatingicola
Genre
Espèce
Tabaroa caatingicola est une espèce de plantes à fleurs dicotylédones de la famille des Fabaceae et de la sous-famille des Faboideae, originaire du Brésil. C'est l'unique espèce acceptée du genre Tabaroa (genre monotypique).
Cette espèce, nouvellement décrite en 2010, croît exclusivement dans la caatinga arborée aux sols sablonneux du sud-ouest de l'État de Bahia, dans les municipalités de Dom Basílio et Livramento de Nossa Senhora.  